# Melisa croceipes
Melisa croceipes är en fjärilsart som beskrevs av Aurivillius 1892. Melisa croceipes ingår i släktet Melisa och familjen björnspinnare. Inga underarter finns listade i Catalogue of Life.